# Ernst von Leyser
Pour les articles homonymes, voir Leyser.
Ernst Ulrich Hans von Leyser (18 novembre 1889 à Steglitz - 23 septembre 1962 à Garstedt) est un General der Infanterie allemand qui a servi au sein de la Wehrmacht pendant la Seconde Guerre mondiale.
Après la guerre, en 1947, von Leyser a été jugé pour des crimes de guerre commis dans le pays des Balkans et condamné à dix ans d'emprisonnement au cours du Procès des otages, mais il a été gracié et libéré en 1951.
Il a été récipiendaire de la Croix de chevalier de la Croix de fer. Cette décoration est attribuée pour récompenser un acte d'une extrême bravoure sur le champ de bataille ou un commandement militaire avec succès.

## Biographie

### Les premières années, la Première Guerre mondiale et la période entre-deux-guerres
Ernst von Leyser est né en 1889 à Steglitz et est le fils du général Hans von Leyser (de). Il entre dans le service militaire en se joignant à la Kaiserliche Armee le 24 mars 1909, à l'âge de 20 ans avec le grade de Leutnant. Il est d'abord affecté au 5e régiment à pied de la Garde (de), mais lors du déclenchement de la Première Guerre mondiale en 1914, il est transféré au 1er régiment de réserve la Garde. Il est sert dans divers postes au sein de son régiment et finalement atteint le grade de Hauptmann au cours de l'été 1918, quelques mois avant la fin de la guerre,.
Après la capitulation de l'Empire allemand et la réduction des effectifs drastiques de l'armée allemande (renommé Reichswehr), il reste en service dans l'armée dans le 115e régiment d'infanterie jusqu'au 31 décembre 1920, quand il est transféré à la Polizei. Là, il atteint le grade de Major en 1922. À l'accession d'Adolf Hitler au pouvoir en 1933, l'armée des forces de l'Allemagne nazie (la Wehrmacht) lance un réarmement massif, en ignorant le traité de Versailles. Par la suite, von Leyser est rappelé dans la Wehrmacht le 15 mars 1935 et est promu au grade de Oberstleutnant,. Il a ensuite le commandement du 77e régiment d'infanterie et du Panzerabwehr-Abteilung 2(2e Bataillon antichar) dans sa ville natale. Il atteint le grade de Oberst (colonel) en 1937 et est nommé commandant de la XIV. Panzerabwehrtruppe à Magdebourg. Peu avant l'invasion allemande vers la Pologne en 1939, il est commandant du Infanterie-Regiment Ersatz-6 (6e Régiment d'infanterie de réserve).

### Seconde Guerre mondiale
Ernst von Leyser ne participe pas à l'invasion de la Pologne, puisqu'il commande une formation de réserve. Après l'issue favorable de la campagne, il est transféré à l'Infanterie-Regiment 169, avec laquelle il prend part à l'invasion de la France. Le 1er février 1941, il est promu au grade de Generalmajor et deux mois plus tard, il est nommé commandant de la 269. Infanterie-Division. Dans le cadre du Groupe d'armées Nord, la division combat dans le nord de l'Union soviétique après le lancement de l'opération Barbarossa. Le 18 septembre 1941, il lui est décerné la célèbre Croix de chevalier de la Croix de fer et est promu Generalleutnant le 1er octobre 1942, avec simultanément le commandement du XXVI. Armeekorps à Léningrad.
Le 1er décembre 1942, il reçoit sa dernière promotion de General der Infanterie et assume le commandement du XXVI. Armeekorps. Presque un an plus tard, il est assigné pour mener le XV. Gebirgs-Armeekorps, qui lutte contre les partisans yougoslaves en Croatie. Le 20 juillet 1944 (coïncidence, le jour de l'attentat manqué d'Adolf Hitler), il passe les commandes aux General der Panzertruppe Gustav Fehn, commandant du XXI. Gebirgs-Armeekorps dans les Balkans.

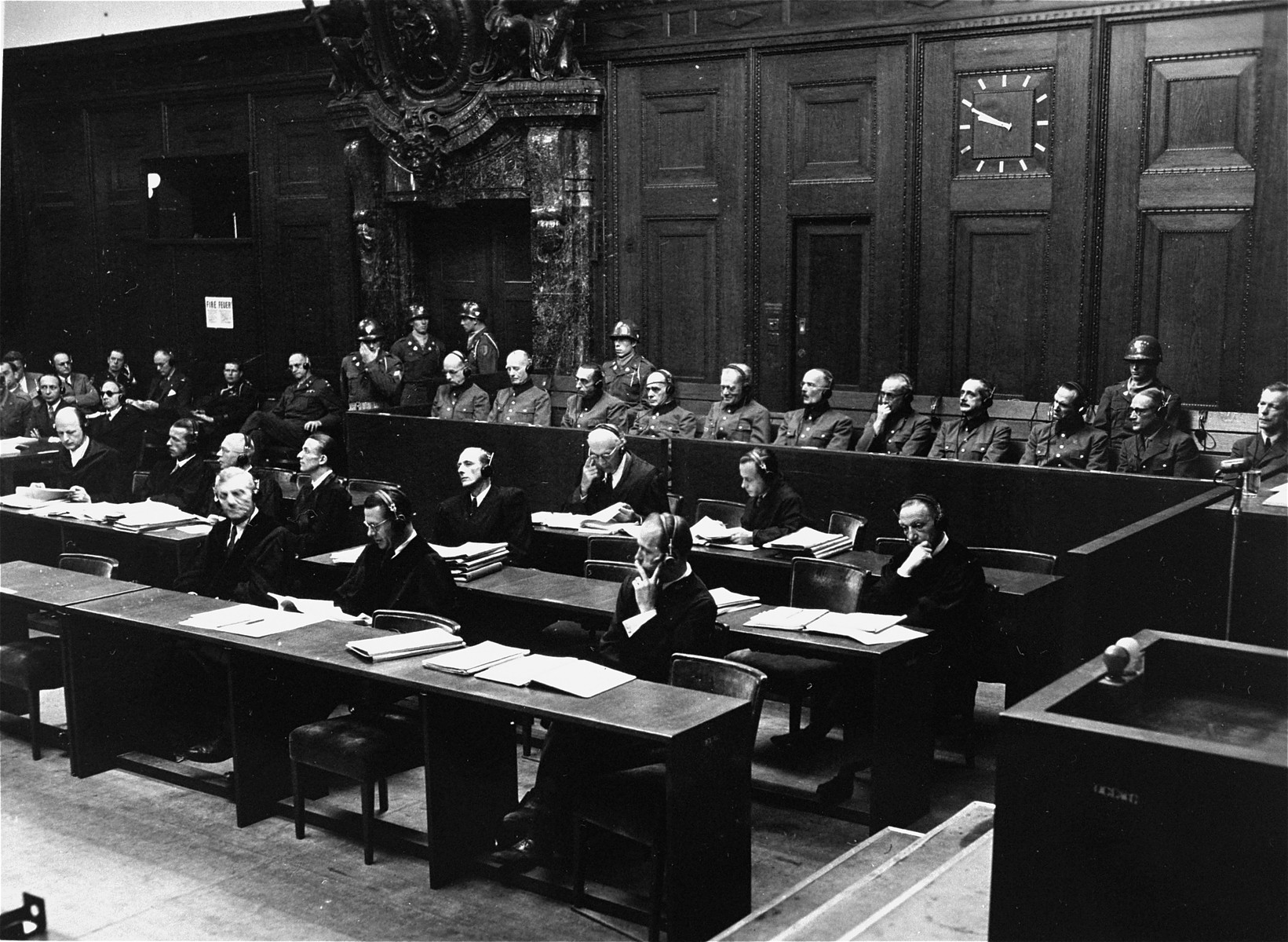
Ernst von Leyser (4e à partir de la droite) durant le Procès des otages.

Le 29 avril 1945, quelques jours avant la reddition inconditionnelle de l'Allemagne aux Forces alliées, il est relevé de son commandement et est capturé par les forces américaines le 8 mai, le jour de la capitulation sans condition des forces allemandes aux Alliés occidentaux,.
On peut dire que c'est en quelque sorte de la chance qu'il est passé le commandement du XXI. Gebirgs-Armeekorps, car Fehn et son successeur, le Generalleutnant Hartwig von Ludwiger (de) ont été exécutés par les yougoslaves à la suite de la condamnation d'une Cour martiale,.

### Première instance, l'emprisonnement et l'après-guerre
Von Leyser est jugé, comme subordonné au Generaloberst Dr Lothar Rendulic, avec 12 autres officiers de haut rang allemand dans la soi-disant Procès des otages, du 13 mai 1947 au 19 février 1948. Il est inculpé et reconnu coupable de mauvais traitements infligés aux prisonniers de guerre et aux partisans, ainsi que de harcèlement et représailles excessives contre les civils (surtout pour ceux commis en Croatie) et est condamné à 10 ans de prison en décembre 1947,. Le 31 janvier 1951, John J. McCloy, le Haut Commissaire américain en Allemagne et le général Thomas Handy, commandant en chef des États-Unis du commandement européen, gracient 89 officiers allemands coupables de crimes de guerre, parmi lesquels von Leyser, qui est ensuite libéré quatre jours plus tard, le 3 février 1951,.
Ernst von Leyser meurt à Garstedt le 23 septembre 1962, à l'âge de 73 ans,.

## Promotions
- 24 mars 1909 : Leutnant (effectif le 15 juin 1909)
- 18 juin 1915 : Oberleutnant
- 5 juillet 1918 : Hauptmann
- Printemps 1935 : Oberstleutnant
- 1er mars 1937 : Oberst
- 1er février 1941 : Generalmajor
- 1er octobre 1942 : Generalleutnant
- 1er décembre 1942 : General der Infanterie

## Décorations
- Croix de fer (1914)
  - 2e Classe
  - 1re Classe
- Ordre protestant de Saint-Jean[8]
- Croix de chevalier de la Croix de fer
  - Croix de chevalier le 18 septembre 1941 en tant que Generalmajor et commandant de la 269. Infanterie-Division[9],[10]
- Croix allemande en Or le 14 avril 1943 en tant que General der Infanterie et commandant du XXVI. Armeekorps[11],[12]